# Rue André-Laurent
La rue André-Laurent est une voie de communication de Fontenay-sous-Bois.

## Situation et accès
Partant du nord, elle marque l'extremité ouest de la rue des Moulins, croise une première fois l'avenue de la République, traverse la rue Roublot, puis rencontre encore à l'avenue de la République pour s'y terminer.

## Origine du nom

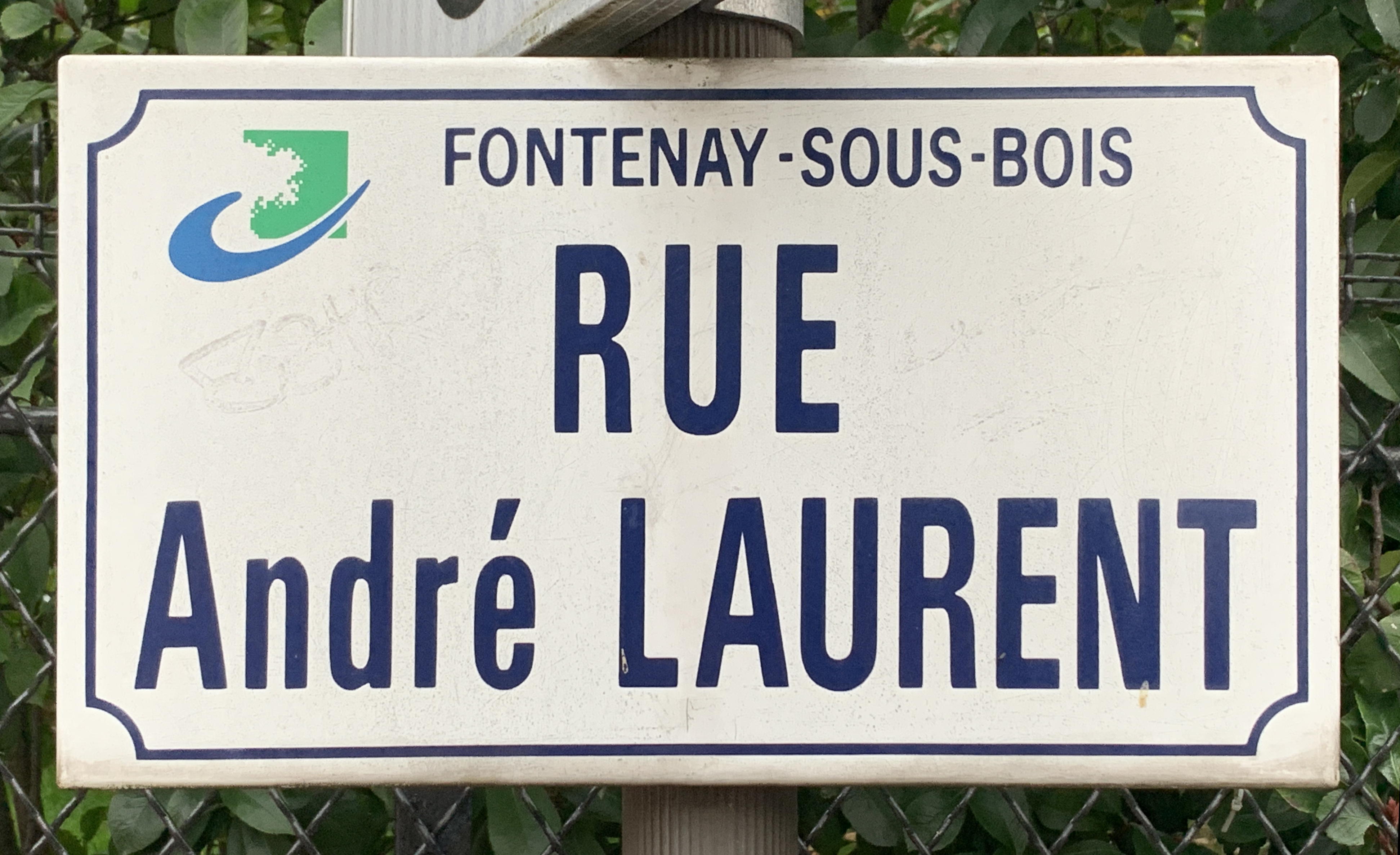
Plaque rue André-Laurent.

Cette rue, autrefois rue des Carreaux, est nommée en hommage à André Laurent (1901-1952), militant communiste, maire de Fontenay-sous-Bois (1945-1947), conseiller général de la Seine (1945-1952).

## Historique

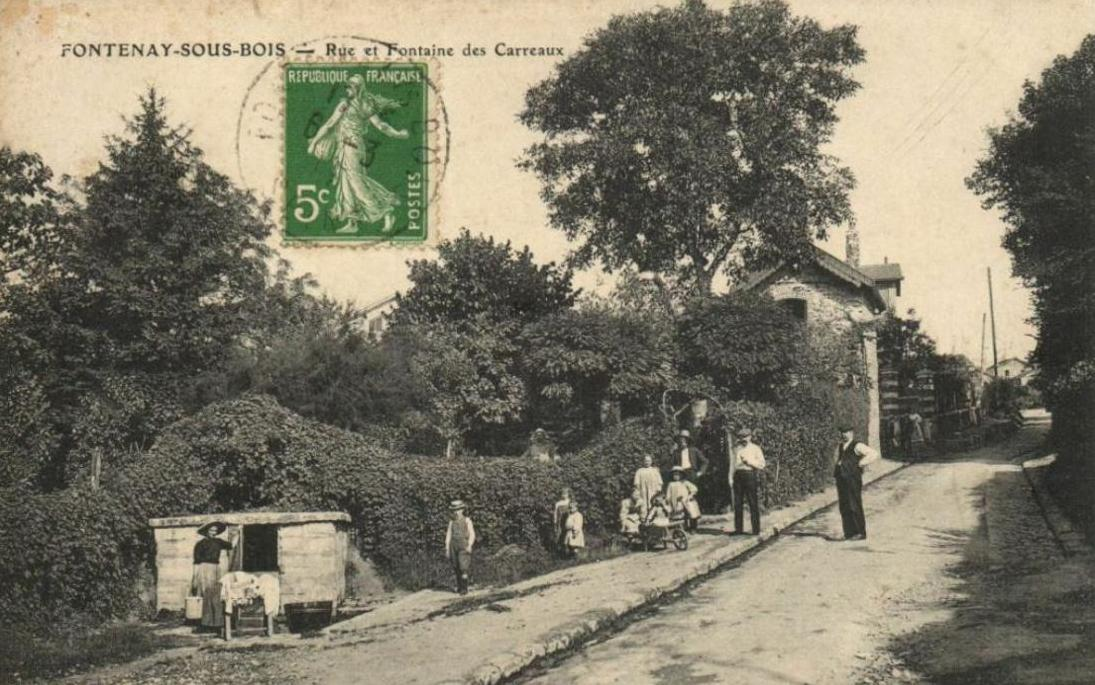
Rue et fontaine des Carreaux.

La rue des Carreaux, par délibération du 25 avril 1952, change de nom en hommage à André Laurent, ancien maire de la ville. La villa des Carreaux en conserve le souvenir.

## Bâtiments remarquables et lieux de mémoire
- Fontaine des Carreaux, située à l'angle de la rue des Prés-Lorets[5]. C'était un trou carré soutenu en pierres de taille, destiné dès 1656, par l'architecte Le Vau, à collecter les eaux venant de plusieurs lieux dont le lieu-dit les Rosettes. Elle fut surélevée et fermée en 1754, puis mise à la disposition du public[6].
- Salle du Royaume de Fontenay-sous-Bois, lieu de culte des Témoins de Jéhovah.
- Plusieurs stolpersteine à la mémoire d'habitants de la ville disparus en Déportation.

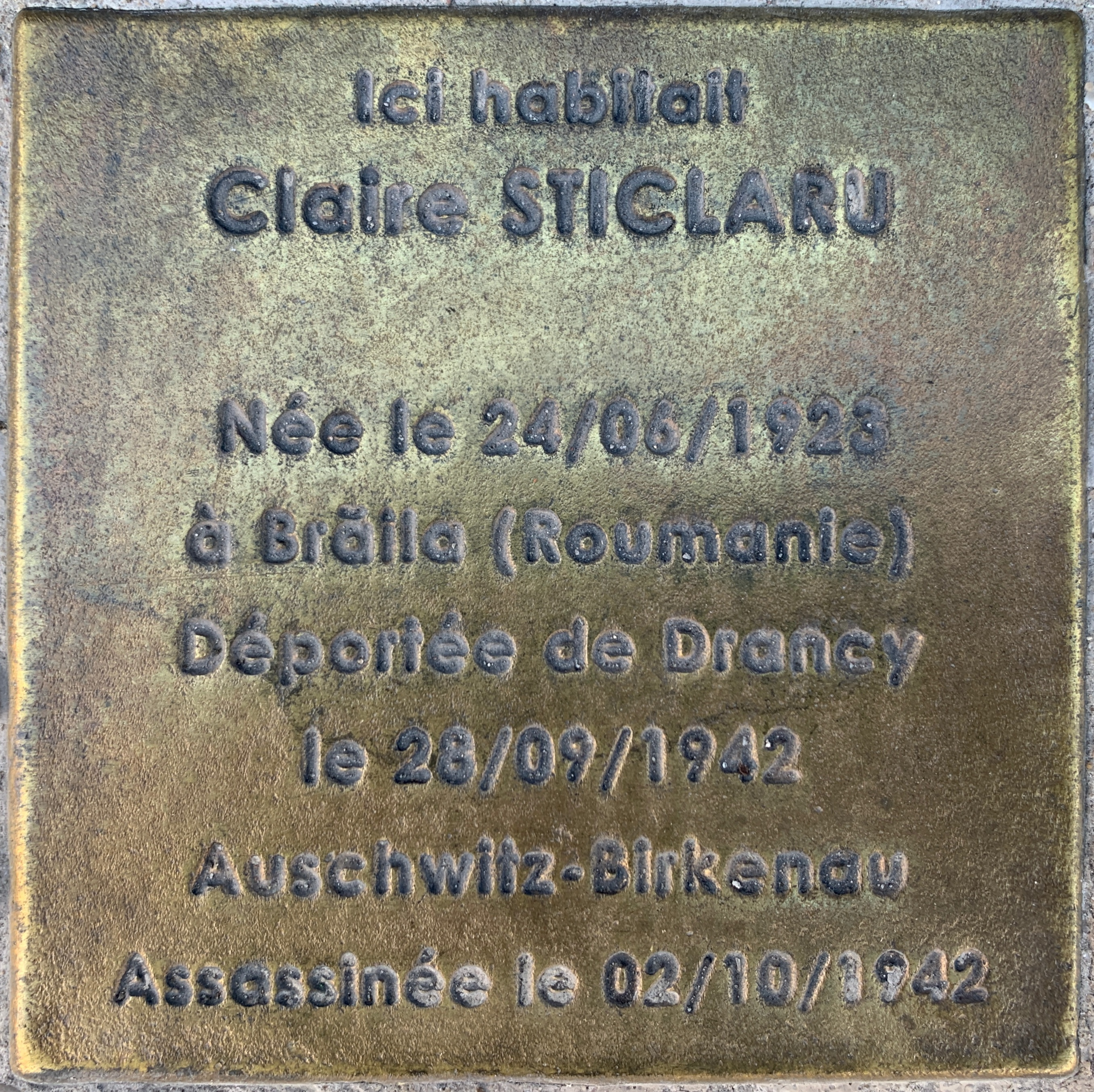
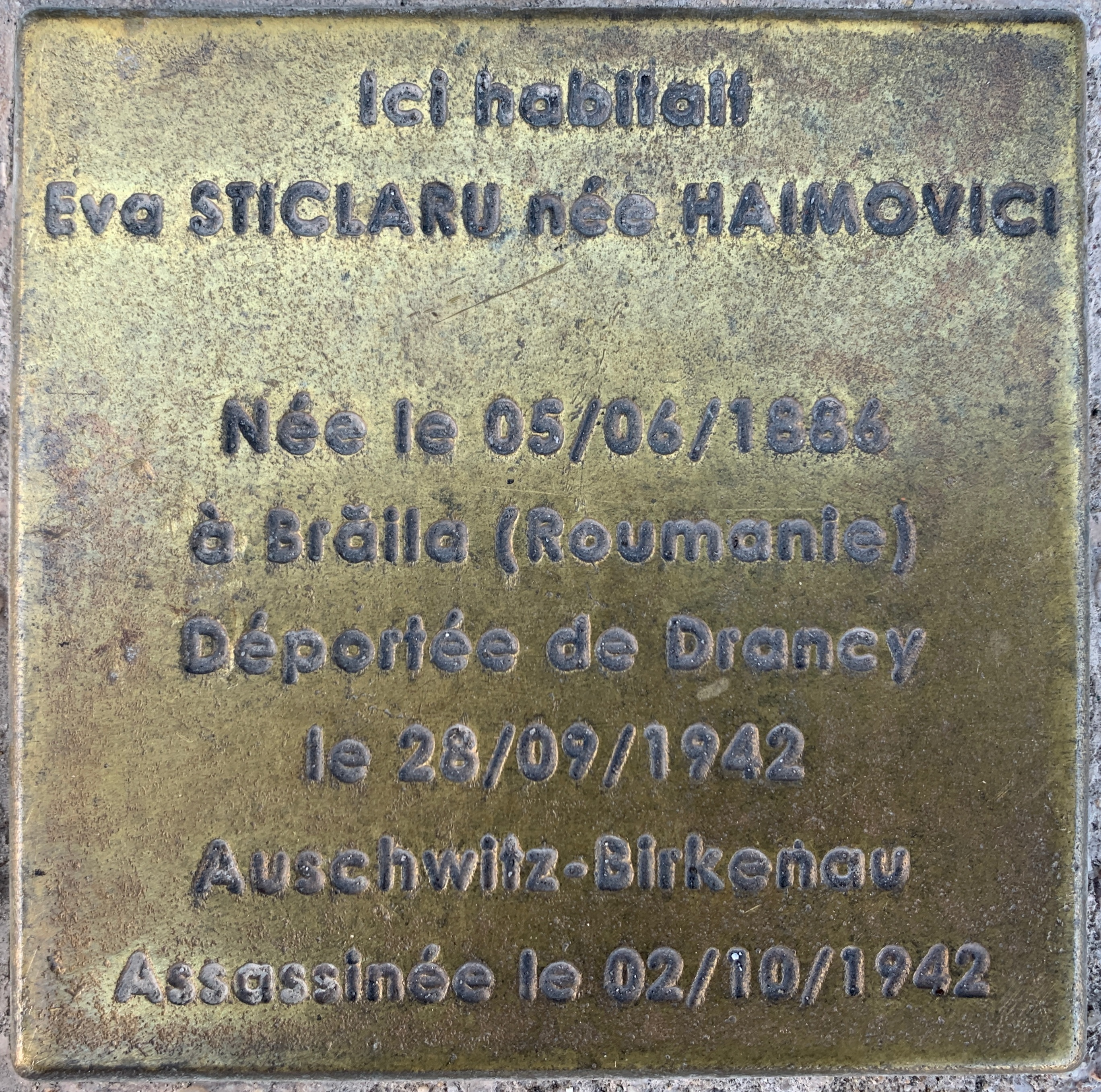
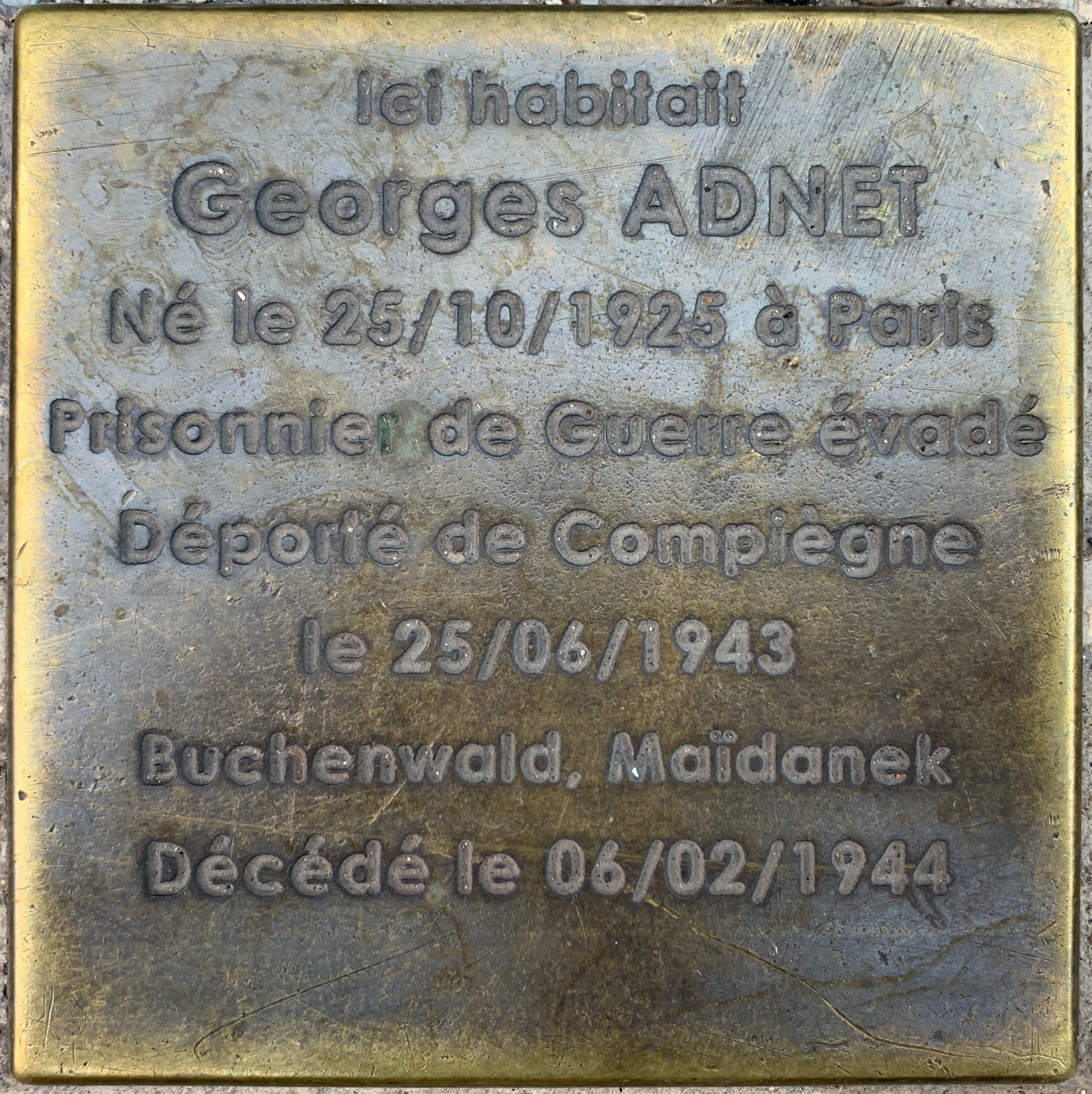
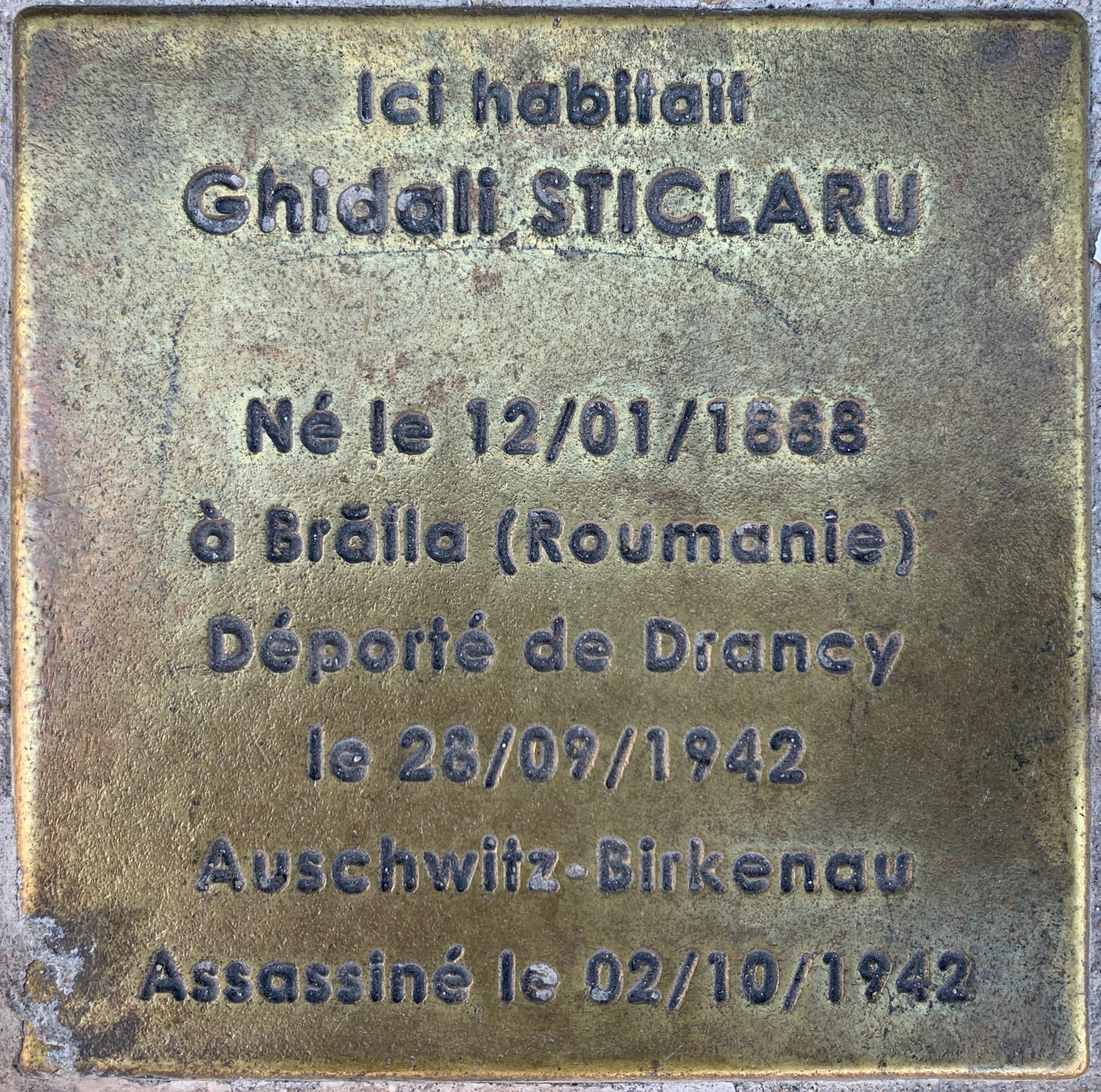
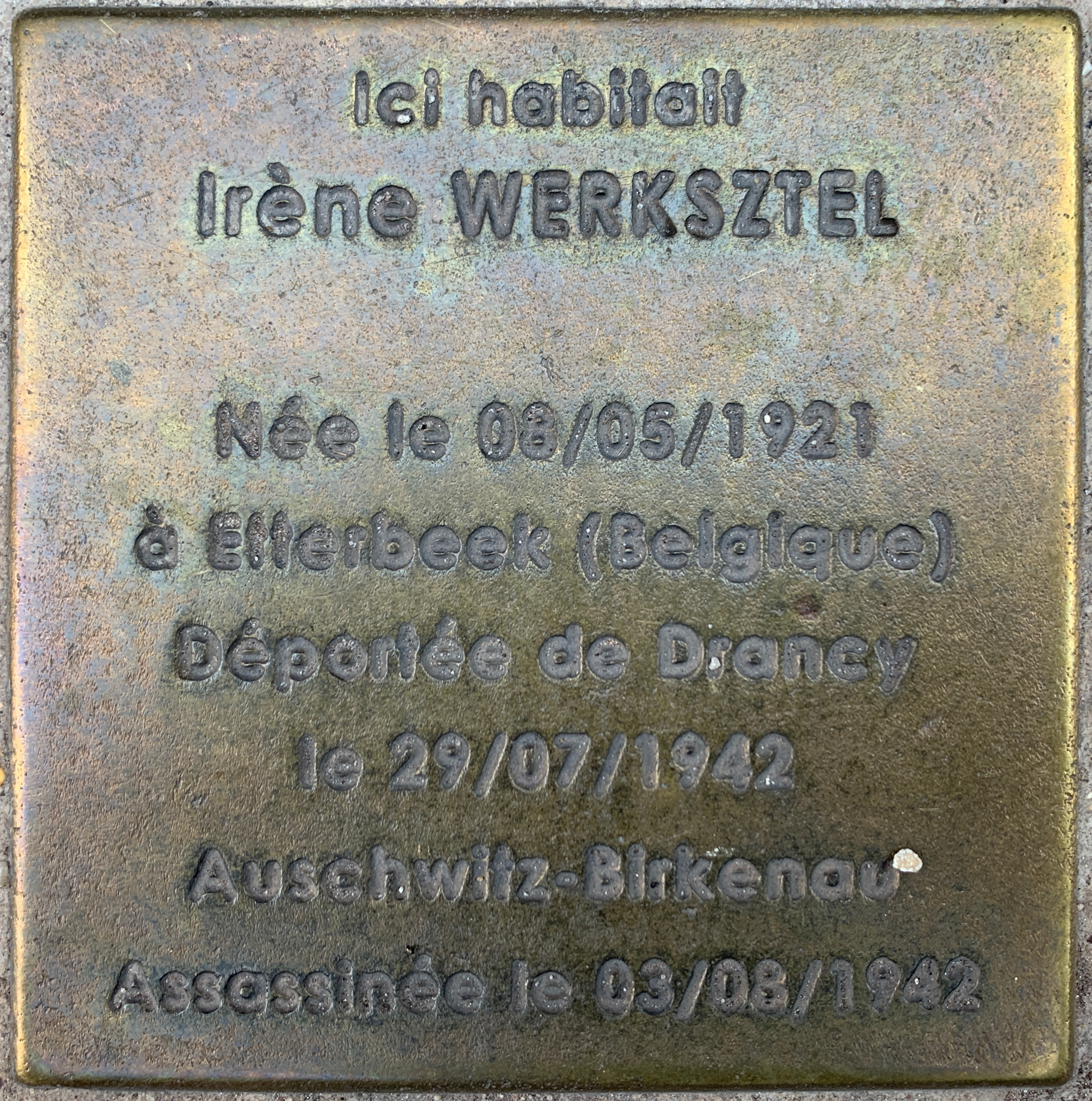
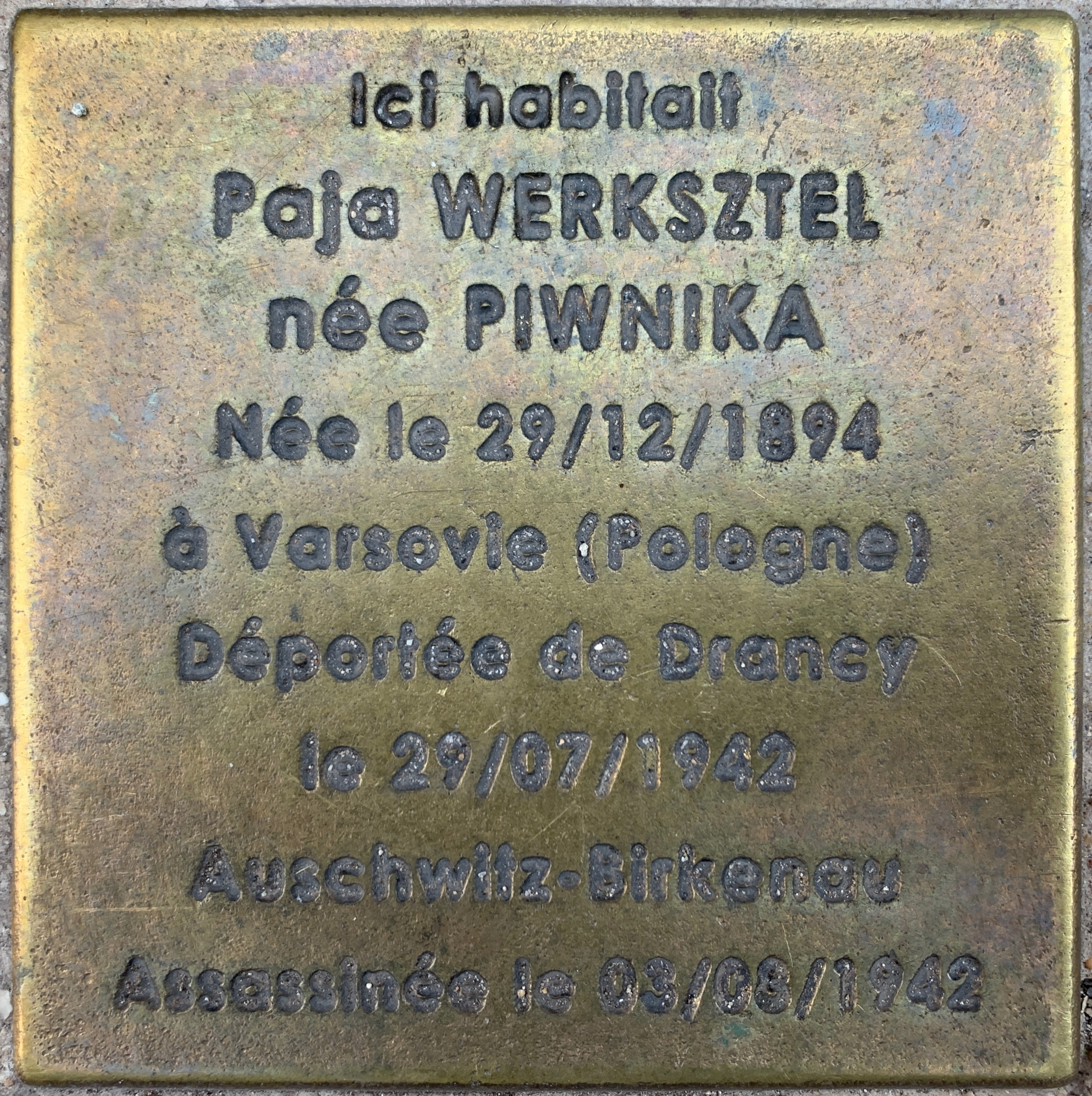
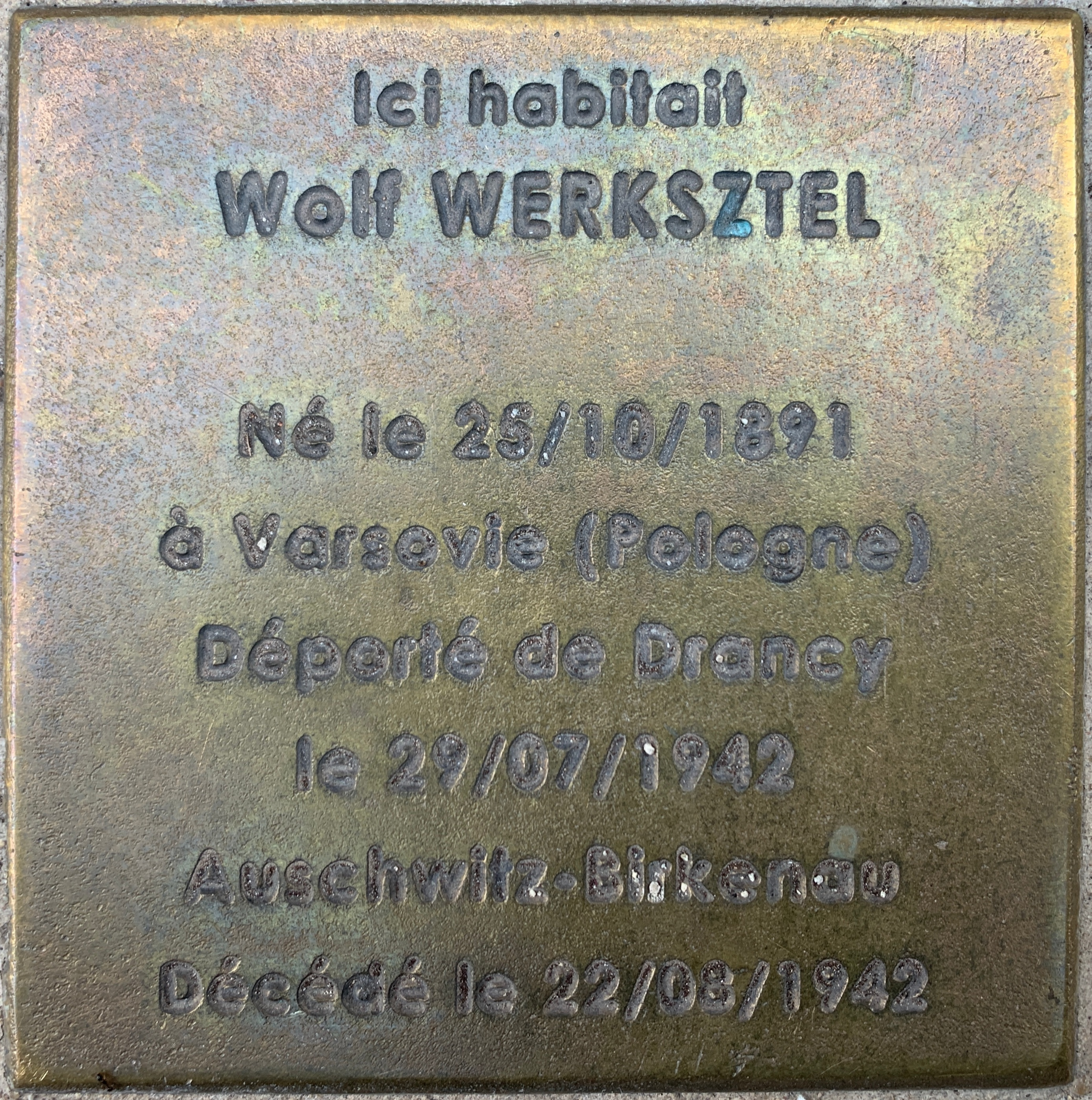
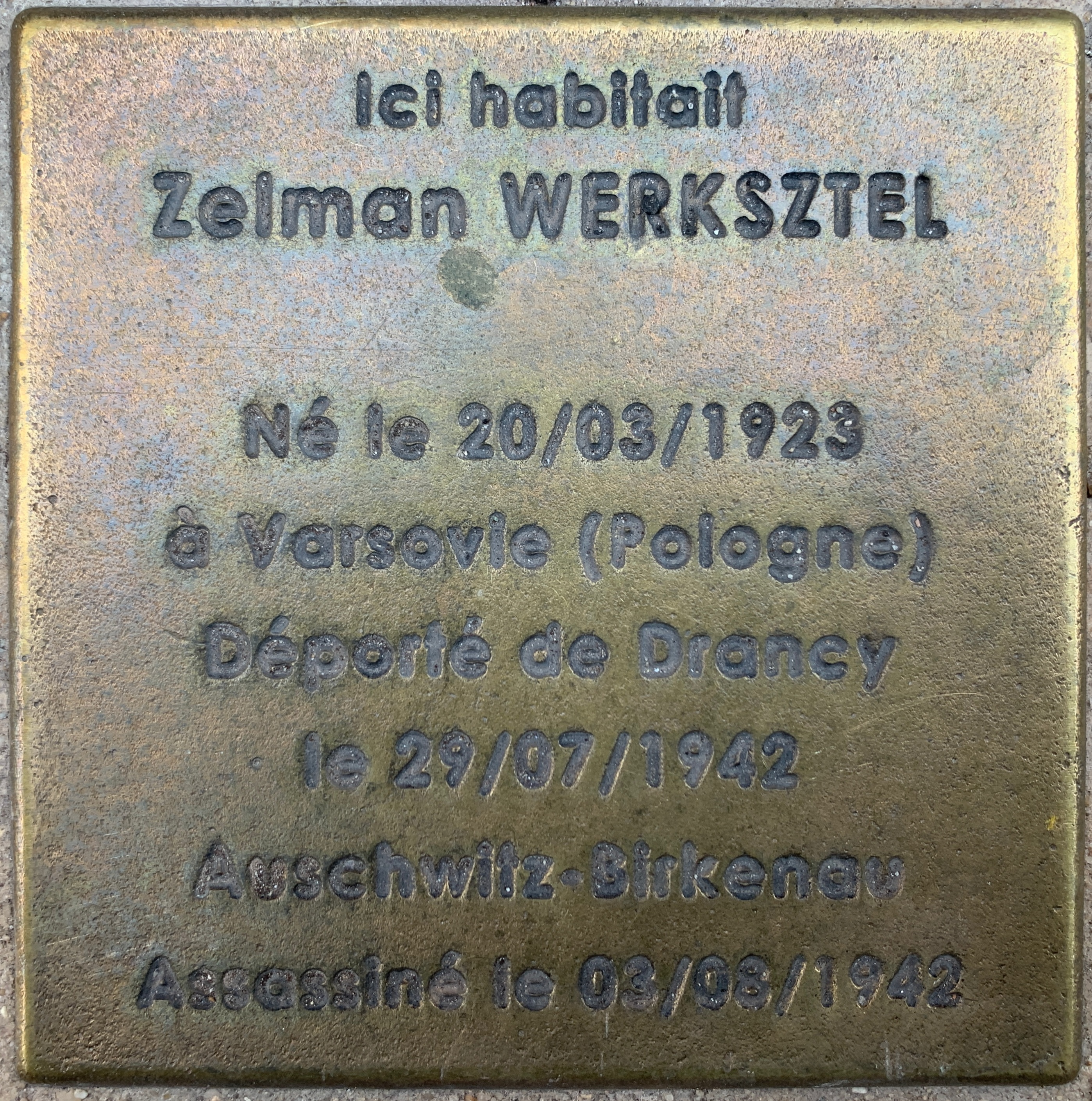